# Barbara Maria Gawdzik
Barbara Maria Gawdzik (ur. 1954 w Lublinie) – polska chemiczka, wykładowczyni Uniwersytetu Marii Curie-Skłodowskiej w Lublinie.

## Życiorys
Barbara Gawdzik w 1978 ukończyła studia chemiczne na Wydziale Matematyki, Fizyki i Chemii Uniwersytetu Marii Curie-Skłodowskiej w Lublinie. Praca magisterska dotyczyła chemii teoretycznej. Doktoryzowała się w 1986 pod kierunkiem Andrzeja Waksmundzkiego. W 1993 uzyskała habilitację z nauk chemicznych na podstawie dzieła Porowate kopolimery diestrów metakrylowych pochodnych węglowodorów aromatycznych i diwinylobenzenu w charakterze wypełnień do chromatografii. W 2004 otrzymała tytuł naukowy profesora.
Jej zainteresowania naukowe obejmują chemię polimerów, szczególnie problematykę ich syntezy i badania właściwości, modyfikacji chemicznej i termicznej znanych polimerów oraz otrzymywania nowych polimerów, zastosowanie metod chromatograficznych w analizie związków organicznych pochodzenia syntetycznego i naturalnego.
Bezpośrednio po ukończeniu studiów rozpoczęła pracę w Instytucie Chemii UMCS na etacie pracowniczki technicznej, zaś od 1982 na etacie asystentki naukowo-dydaktycznej. Prodziekan ds. badań naukowych w latach 1999–2005. Od 2006 kieruje Zakładem Chemii Polimerów UMCS (wcześniej Zakład Chemii i Technologii Polimerów).
Wypromowała 11 doktorów, m.in. Małgorzatę Maciejewską (2002), Magdalenę Sobiesiak (2004), Beatę Podkościelną (2009).
W 2001 za „wzorowe, wyjątkowo sumienne wykonywanie obowiązków wynikających z pracy zawodowej” została odznaczona Złotym Krzyżem Zasługi. Wyróżniona także Medalem Komisji Edukacji Narodowej.